# Liste der Bodendenkmäler in Neufahrn in Niederbayern
Auf dieser Seite sind die Bodendenkmäler in der niederbayerischen Gemeinde Neufahrn in Niederbayern zusammengestellt. Diese Tabelle ist eine Teilliste der Liste der Bodendenkmäler in Bayern. Grundlage ist die Bayerische Denkmalliste, die auf Basis des Bayerischen Denkmalschutzgesetzes vom 1. Oktober 1973 erstmals erstellt wurde und seither durch das Bayerische Landesamt für Denkmalpflege geführt wird. Die folgenden Angaben ersetzen nicht die rechtsverbindliche Auskunft der Denkmalschutzbehörde.

## Bodendenkmäler in Neufahrn in Niederbayern
| Lage                     | Objekt | Akten-Nr.     | Bild                                                                           |
| ------------------------ | --- | ------------- | ------------------------------------------------------------------------------ |
| (Standort)               | Grabhügel vorgeschichtlicher Zeitstellung. | D-2-7238-0049 |                                                                                |
| (Standort)               | Grabhügel vorgeschichtlicher Zeitstellung. | D-2-7238-0050 |                                                                                |
| (Standort)               | Verflachte Grabhügel vorgeschichtlicher Zeitstellung. | D-2-7238-0051 |                                                                                |
| (Standort)               | Untertägige mittelalterliche und frühneuzeitliche Befunde im Bereich des verebneten Burgstalls und abgegangenen Schlosses mit ehemaligem umgebendem Wassergraben von Hofendorf.                                                          | D-2-7238-0052 |                                                                                |
| (Standort)               | Siedlung der Stichbandkeramik, der Gruppe Oberlauterbach, der Münchshöfener und der Altheimer Gruppe. | D-2-7238-0053 |                                                                                |
| (Standort)               | Siedlung vor- und frühgeschichtlicher Zeitstellung. | D-2-7238-0054 |                                                                                |
| (Standort)               | Siedlung vor- und frühgeschichtlicher Zeitstellung. | D-2-7238-0055 |                                                                                |
| (Standort)               | Siedlung vor- und frühgeschichtlicher Zeitstellung, u. a. der Linearbandkeramik, des Südostbayerischen Mittelneolithikums, der Münchshöfener oder Altheimer Kultur, der Bronze-, Urnenfelder- und Hallstattzeit.                         | D-2-7238-0057 |                                                                                |
| (Standort)               | Grabenwerk vor- und frühgeschichtlicher Zeitstellung und Siedlung der Stichbandkeramik/Gruppe Oberlauterbach und der Münchshöfener Gruppe.                                                                                               | D-2-7238-0058 |                                                                                |
| (Standort)               | Siedlung des Mittelneolithikums. | D-2-7238-0059 |                                                                                |
| (Standort)               | Verebnete Grabhügel vorgeschichtlicher Zeitstellung und Siedlung der Gruppe Oberlauterbach. | D-2-7238-0061 |                                                                                |
| (Standort)               | Siedlung der Linearbandkeramik, des Mittelneolithikums und der Münchshöfener Kultur. | D-2-7238-0062 |                                                                                |
| (Standort)               | Siedlung vor- und frühgeschichtlicher Zeitstellung. | D-2-7238-0063 |                                                                                |
| (Standort)               | Siedlung vor- und frühgeschichtlicher Zeitstellung. | D-2-7238-0064 |                                                                                |
| (Standort)               | Siedlung vor- und frühgeschichtlicher Zeitstellung. | D-2-7238-0079 |                                                                                |
| (Standort)               | Verebnete Viereckschanze der späten Latènezeit. | D-2-7238-0080 |                                                                                |
| (Standort)               | Siedlung vor- und frühgeschichtlicher Zeitstellung, u. a. des Alt- bis Mittelneolithikums, u. a. der Linearbandkeramik, der Urnenfelderzeit sowie der Latènezeit, u. a. der späten Latènezeit.                                           | D-2-7238-0084 |                                                                                |
| (Standort)               | Verebnetes viereckiges Grabenwerk vor- und frühgeschichtlicher Zeitstellung, wohl Viereckschanze der späten Latènezeit, sowie verebnete Grabhügel mit Kreisgräben vorgeschichtlicher Zeitstellung.                                       | D-2-7238-0150 |                                                                                |
| (Standort)               | Siedlung der Bronzezeit. | D-2-7238-0162 |                                                                                |
| (Standort)               | Siedlung des Neolithikums, u. a. der Linearbandkeramik. | D-2-7238-0163 |                                                                                |
| (Standort)               | Siedlung allgemein vor- und frühgeschichtlicher Zeitstellung, Siedlung des Neolithikums, u. a. Linearbandkeramik, des Mittelneolithikums, der Stichbandkeramik/Gruppe Oberlauterbach und der Münchshöfener Gruppe, sowie der Latènezeit. | D-2-7238-0164 |                                                                                |
| (Standort)               | Grabhügel vorgeschichtlicher Zeitstellung. | D-2-7238-0165 |                                                                                |
| (Standort)               | Grabhügel vorgeschichtlicher Zeitstellung. | D-2-7238-0166 |                                                                                |
| (Standort)               | Abschnittsbefestigung vorgeschichtlicher Zeitstellung. | D-2-7238-0167 |                                                                                |
| (Standort)               | Untertägige mittelalterliche und frühneuzeitliche Befunde im Bereich der katholischen Pfarrkirche St. Andreas in Hofendorf mit zugehörigem Friedhof, darunter eventuell Spuren von Vorgängerbauten bzw. älterer Bauphasen.               | D-2-7238-0205 |                                                                                |
| (Standort)               | Untertägige mittelalterliche und frühneuzeitliche Befunde im Bereich der katholischen Kirche St. Georg in Walpersdorf, darunter Spuren von Vorgängerbauten bzw. älterer Bauphasen.                                                       | D-2-7238-0210 |                                                                                |
| (Standort)               | Untertägige mittelalterliche und frühneuzeitliche Befunde im Bereich der katholischen Kirche St. Andreas in Piegendorf, darunter Spuren von Vorgängerbauten bzw. älterer Bauphasen.                                                      | D-2-7238-0212 |                                                                                |
| (Standort)               | Untertägige mittelalterliche und frühneuzeitliche Befunde im Bereich der katholischen Pfarrkirche St. Johannes der Täufer in Hebramsdorf, darunter eventuell Spuren von Vorgängerbauten bzw. älterer Bauphasen.                          | D-2-7238-0214 |                                                                                |
| (Standort)               | Untertägige mittelalterliche und frühneuzeitliche Befunde im Bereich der katholischen Kirche St. Jakobus der Ältere in Rohrberg mit zugehörigem Friedhof, darunter die Spuren von Vorgängerbauten bzw. älterer Bauphasen.                | D-2-7238-0219 |                                                                                |
| (Standort)               | Siedlung vorgeschichtlicher Zeitstellung, u. a. der Bronze- und der frühen Eisenzeit sowie der Latènezeit, u. a. der späten Latènezeit.                                                                                                  | D-2-7238-0259 |                                                                                |
| (Standort)               | Grabhügel vorgeschichtlicher Zeitstellung. | D-2-7238-0261 |                                                                                |
| Neufahrn i.NB (Standort) | Siedlung vorgeschichtlicher Zeitstellung, u. a. der Bronze- und der frühen Eisenzeit sowie der Latènezeit, u. a. der späten Latènezeit.                                                                                                  | D-2-7238-0263 | in WP fehlt: D-2-7239-0177 D-2-7239-0177 ist in metadb, muss in wp-liste rein. |
| (Standort)               | Siedlung vorgeschichtlicher Zeitstellung. | D-2-7238-0266 |                                                                                |
| (Standort)               | Siedlung vorgeschichtlicher Zeitstellung, u. a. der Bronzezeit. | D-2-7238-0267 |                                                                                |
| (Standort)               | Siedlung vorgeschichtlicher Zeitstellung, u. a. der frühen Eisenzeit (Späthallstatt-/Frühlatènezeit) und der Latènezeit. | D-2-7238-0268 |                                                                                |
| (Standort)               | Siedlung vor- und frühgeschichtlicher Zeitstellung. | D-2-7239-0109 |                                                                                |
| (Standort)               | Grabhügel vorgeschichtlicher Zeitstellung. | D-2-7239-0171 |                                                                                |
| (Standort)               | Untertägige mittelalterliche und frühneuzeitliche Befunde und Funde im Bereich der ehemaligen Schlossanlage in Neufahrn mit umgebendem Wassergraben, Wirtschaftsgebäuden und Gartenanlagen.                                              | D-2-7239-0172 |                                                                                |
| (Standort)               | Körpergräber vor- und frühgeschichtlicher Zeitstellung. | D-2-7239-0175 |                                                                                |
| (Standort)               | Siedlung der Linear- und Stichbandkeramik/Gruppe Oberlauterbach, der Münchshöfener Gruppe und der späten Laténezeit. | D-2-7239-0176 |                                                                                |
| Neufahrn i.NB (Standort) | Siedlung vor- und frühgeschichtlicher Zeitstellung, u. a. des Alt- bis Mittelneolithikums. | D-2-7239-0177 |                                                                                |
| (Standort)               | Verebnete vorgeschichtliche Grabhügel und/oder Siedlung vor- und frühgeschichtlicher Zeitstellung. | D-2-7239-0178 |                                                                                |
| (Standort)               | Siedlung vor- und frühgeschichtlicher Zeitstellung. | D-2-7239-0179 |                                                                                |
| (Standort)               | Siedlung vor- und frühgeschichtlicher Zeitstellung. | D-2-7239-0182 |                                                                                |
| (Standort)               | Siedlung der Linearbandkeramik, des Mittelneolithikums (Gruppe Oberlauterbach) und der Bronzezeit. | D-2-7239-0183 |                                                                                |
| (Standort)               | Siedlung vor- und frühgeschichtlicher Zeitstellung. | D-2-7239-0184 |                                                                                |
| (Standort)               | Verebneter Grabhügel vorgeschichtlicher Zeitstellung. | D-2-7239-0185 |                                                                                |
| (Standort)               | Verebnete vorgeschichtliche Grabhügel und Siedlung vor- und frühgeschichtlicher Zeitstellung. | D-2-7239-0186 |                                                                                |
| (Standort)               | Siedlung vor- und frühgeschichtlicher Zeitstellung. | D-2-7239-0187 |                                                                                |
| (Standort)               | Verebnete vorgeschichtliche Grabhügel und/oder Siedlung vor- und frühgeschichtlicher Zeitstellung. | D-2-7239-0188 |                                                                                |
| (Standort)               | Siedlung vor- und frühgeschichtlicher Zeitstellung. | D-2-7239-0190 |                                                                                |
| (Standort)               | Verebnetes Grabenwerk und Siedlung vor- und frühgeschichtlicher Zeitstellung. | D-2-7239-0196 |                                                                                |
| (Standort)               | Untertägige mittelalterliche und frühneuzeitliche Befunde im Bereich der katholischen Kirche St. Peter und Paul in Winklsaß mit zugehörigem Friedhof, darunter die Spuren von Vorgängerbauten bzw. älterer Bauphasen.                    | D-2-7239-0224 |                                                                                |
| (Standort)               | Untertägige mittelalterliche und frühneuzeitliche Befunde im Bereich der katholischen Pfarrkirche St. Laurentius in Asenkofen mit zugehörigem Friedhof, darunter eventuell Spuren von Vorgängerbauten bzw. älterer Bauphasen             | D-2-7239-0226 |                                                                                |
| (Standort)               | Untertägige mittelalterliche und frühneuzeitliche Befunde im Bereich der katholischen Pfarrkirche Mariä Himmelfahrt in Neufahrn mit zugehörigem Friedhof, darunter eventuell Spuren von Vorgängerbauten bzw. älterer Bauphasen.          | D-2-7239-0228 |                                                                                |
| (Standort)               | Siedlung der Michelsberger Kultur bzw. des Mittelneolithikums. | D-2-7239-0270 |                                                                                |
| (Standort)               | Untertägige mittelalterliche und frühneuzeitliche Befunde der abgebrochenen Kirche St. Veit mit zugehörigem Friedhof. | D-2-7239-0272 |                                                                                |